# Эрих, Макс
Макс Э́рих (англ. Max Ehrich, род. 24 июня 1991) — американский актёр, певец и танцор. Наиболее известен благодаря роли Фенмора Болдуина в дневной мыльной опере CBS «Молодые и дерзкие», которая принесла ему четыре номинации на дневную премию «Эмми» — в 2013, 2014, 2015 и 2016 годах. В 2014—2015 годах играл второстепенную роль Хантера Мэя во втором и третьем сезонах сериала CBS «Под куполом».

## Фильмография
| Год       | Название на русском                  | Название на английском              | Роль              | Примечания |
| --------- | ------------------------------------ | ----------------------------------- | ----------------- | --- |
| 2004      | Одна простая работа                  | One Easy Job                        | Генри             | Короткометражный фильм |
| 2008      | Классный мюзикл: Выпускной           | High School Musical 3: Senior Year  | танцор            | |
| 2008      | Дурнушка                             | Ugly Betty                          | Рэнди             | Эпизоды: «Granny Pants» и «When Betty Met YETI»                                                                                  |
| 2010      | Договор на беременность              | The Pregnancy Pact                  | Джесси Моретти    | Телевизионный фильм Номинация — Премия «Молодой актёр» лучшему актёру второго плана в телефильме или мини-сериале                |
| 2010      | Квинн-таплетс                        | The Quinn-tuplets                   | юный Патрик Куинн | Телевизионный пилот |
| 2010      | Команда Спитц                        | Team Spitz                          | Джейк             | Телевизионный фильм |
| 2010      | Танцевальная лихорадка!              | Shake It Up                         | Эдди              | Эпизоды: «Hook It Up» и «Meatball It Up»                                                                                         |
| 2010      | АйКарли                              | iCarly                              | Адам              | Эпизод: «iStart a Fan War» |
| 2010      | Необыкновенная семейка               | No Ordinary Family                  | Дилан             | Эпизод: «No Ordinary Anniversary»                                                                                                |
| 2011      | Родители                             | Parenthood                          | Брэдли            | Эпизод: «Damage Control» Номинация — Премия «Молодой актёр» лучшему приглашенному актёру в драматическом сериале                 |
| 2011      | Рабочий класс                        | Working Class                       | Джош              | Эпизод: «The Dance» |
| 2011      | Лицо Грейс                           | Grace Face                          | Дилан             | Короткометражный фильм |
| 2012-2015 | Молодые и дерзкие                    | The Young and the Restless          | Фенмор Болдуин    | Дневная мыльная опера Номинация — Дневная премия «Эмми» лучшему молодому актёру в драматическом сериале (2013, 2014, 2015, 2016) |
| 2014-2015 | Под куполом                          | Under the Dome                      | Хантер Мэй        | 19 эпизодов |
| 2014      | Закон и порядок: Специальный корпус  | Law & Order: Special Victims Unit   | Дэниел Прайор     | Эпизод: «Pornstar’s Requiem» |
| 2014-2016 | 100 шагов: Успеть до старших классов | 100 Things to Do Before High School | Ронби Мартин      | 10 эпизодов |
| 2016      | Путь                                 | The Path                            | Фрэдди Ридж       | 3 эпизода |
| 2016-2017 | Сладкие и порочные                   | Sweet/Vicious                       | Лэндон Мэйс       | 3 эпизода |
| 2017      | Прикомандированные                   | Embeds                              | Куинн Харрис      | 5 эпизодов |